# Adi Ophir
Adi Ophir (hebräisch עדי אופיר; * 22. September 1951) ist ein israelischer Philosoph. Er lehrt Philosophie und Kritische Theorie am Cohn Institut der Universität Tel Aviv in Tel Aviv-Jaffa.

## Akademischer Werdegang und Forschung
Adi Ophir studierte Philosophie an der Hebräischen Universität Jerusalem und promovierte anschließend an der Boston University. Er ist Fellow am Van Leer Jerusalem Institute, wo er das interdisziplinäre Forschungsprojekt Humanitäre Aktion in Katastrophen: Die Gestaltung der zeitgenössischen politischen Imagination und moralischen Sensibilität leitet. Er gründete die Zeitschrift Teoryah u-Vikoret, laut dem Historiker Derek Jonathan Penslar die „Flaggschiff-Zeitschrift des postzionistischen Denkens“. Zudem ist er Gastprofessor am Center for Middle East Studies der Brown University.
1987 vertrat er in der Zeitschrift Tikkun die These, der Holocaust, der für jüdische Identität weltweit eine große Rolle spielt, werde in eine religiöse Sphäre erhoben („sanctified“): Ein Altar sei entstanden, zu dem man pilgere und eine Gruppe von Priestern, die als „Hüter der Flamme“ agiere, nehme an Zahl und Institutionalisierungsgrad zu. Laut dem französischen Politikwissenschaftler Samy Cohen versteht Ophir den Zionismus als koloniales Projekt.

## Kritik
Elhanan Yakira, ein Kritiker des von Ophir vertretenen Postzionismus, argumentiert, Ophir sei „einer von jenen, die ausdrücklich zur Zerschlagung des ‚hebräischen Staates‘ aufrufen“ würden.

## Publikationen (Auswahl)

### Monografien
- Plato's invisible Cities: Discourse and power in the Republic. Routledge, 1991, ISBN 9780415035965.
- mit Ariella Azoulay: Terrible Days: Between Disaster and Utopia. Yamim Raim, Resling 2002.
- The Order of Evils: Toward an Ontology of Morals. The MIT Press, 2005, ISBN 978-1890951511.
- mit Ariella Azoulay: The One-State Condition. Occupation and Democracy in Israel/Palestine. Stanford University Press, 2012, ISBN 978-0804775922.
- mit Ishay Rosen-Zvi: Goy. Israels's Multiple Others and the Birth of the Gentile. Oxford University Press, 2018 ISBN 978-0198744900.
- In the Beginning Was the State: Divine Violence in the Hebrew Bible. Fordham University Press, 2022, ISBN 978-1531501419.

### Herausgaben
- mit Yoav Peled: Israel: from a Mobilized to Civil Society?. Van Leer Institute Press and Hakibbutz Hameuchad 2001.
- mit Michal Givoni und Sari Hanafi: The Power of Inclusive Exclusion: Anatomy of Israeli Rule in the Occupied Palestinian Territories, Princeton University Press, 2009, ISBN 9781890951924.
- mit J. M. Bernstein und Ann Laura Stoler: Political Concepts: A Critical Lexicon. Fordham University Press, 2018, ISBN 978-0823276684.

### Artikel
- Einstein : 1879–1979 ; Ausstellung; 1979.
- AI Kidusch haschem in: Politika Nr. 8, Juni/Juli 1986.
- On Sanctifying the Holocaust: An Anti-Theological Treatise. In: Tikkun 2, Heft 1 (1987), S. 52.
- Des ordres dans l'archive. In: Annales: histoire, sciences sociales 61 (1990), S. 735–754.
- Zeman emet : Intifadat al-Aḳtsah ṿe-ha-semol ha-Yiśreʾeli; 2001
- The sovereign, the humanitarian, and the terrorist, in: Michel Feher, Gaëlle Krikorian und Yates McKee (Hrsg.): Nongovernmental Politics, Zone Books 2007, ISBN 9780942299410.
- The politics of catastrophization : emergency and exception in: Contemporary states of emergency : the politics of military and humanitarian interventions; 2010; S. 59–88.[9]